# Sade Adu
Helen Sade Adu, all'anagrafe Helen Folasade Adu, nota come Sade Adu o anche solo come Sade (Ibadan, 16 gennaio 1959), è una cantante, compositrice e produttrice discografica britannica.
Il suo nome è pronunciato [ʃɑːˈdeɪ]. Insieme a Paul S. Denman, Andrew Hale e Stuart Matthewman, ha acquisito fama mondiale come cantante della band inglese Sade.

## Biografia
Sade è nata da padre nigeriano e madre britannica. Poco dopo la sua nascita, la famiglia si è trasferita in Inghilterra, risiedendo prima a Clacton-on-Sea quindi, dal 1984, a Camden Town quartiere di Londra.
La sua carriera musicale è cominciata come cantante di due gruppi funk britannici, Arriva e Pride, prima di dar vita al gruppo che porta il suo nome, presentato per la prima volta nel 1984 durante lo show The Tube di Channel 4.
Dopo una breve esperienza come stilista di abbigliamento maschile e come modella part-time, Adu ha iniziato a cantare come supporto vocale nella band Pride. La crescente attenzione da parte di etichette discografiche l'ha condotta, insieme ad altri membri della band, a formare una nuova band con il suo nome, Sade. A seguito di un contratto discografico con la Epic Records, la band ha pubblicato il proprio album di debutto Diamond Life (1984) che ha venduto oltre sei milioni di copie, diventando uno degli album di debutto più venduti degli anni ottanta, e l'album di debutto più venduto in assoluto da una vocalist donna britannica.
Dopo l'uscita dell'album di debutto, la band ha pubblicato una serie consecutiva di album best seller. Il loro secondo album Promise è stato pubblicato nel 1985 e ha raggiunto la posizione numero uno nella UK Albums Chart, nella US Billboard 200 ed è riuscito a vendere quattro milioni di copie solo negli Stati Uniti. Successivamente, Sade ha debuttato anche al cinema nel film britannico Absolute Beginners (1986), prima della pubblicazione di due altri album della band, Stronger Than Pride (1988) e Love Deluxe (1992). Dopo l'uscita del quinto album, Lovers Rock (2000), la band è rimasta inattiva per 10 anni, durante i quali Sade ha cresciuto la figlia. Dopo la pausa la band è tornata con il suo sesto album, Soldier of Love (2010), che è diventato un successo commerciale e mondiale vincendo un Grammy Award.
Secondo la Recording Industry Association of America (RIAA) le vendite certificate ammontano a 23,5 milioni di unità vendute negli Stati Uniti e più di 50 milioni di unità in tutto il mondo. La band è stata classificata al numero 50 sulla lista di VH1 dei "100 più grandi artisti di tutti i tempi". Nel 2002 Adu è stata insignita del titolo di Ufficiale dell'Ordine dell'Impero Britannico per i servizi resi alla musica, e ha dichiarato che il suo premio è stato "un grande gesto per me e tutte le donne nere in Inghilterra". Nel 2010 The Sunday Times l'ha designata miglior solista d'Inghilterra di tutti i tempi. Nel 2012 Sade si è piazzata al numero 30 della classifica delle "100 donne più grandi della musica" di VH1.
Sade è apparsa in film quali Absolute Beginners (1986) e nella telenovela brasiliana Um Anjo Caiu do Céu.

## Membri del gruppo Sade
- Sade Adu: voce
- Andrew Hale: Tastiere
- Stuart Matthewman: sassofono tenore/chitarra
- Paul S. Denman: basso

## Musicisti aggiunti
- Terry Bailey – tromba
- Gordon Matthewman – tromba
- Paul Cooke – batteria
- Dave Early – batteria, percussioni
- Martin Ditcham – percussioni